# Sågtjärnen (Tärna socken, Lappland)
Sågtjärnen är en sjö i Storumans kommun i Lappland och ingår i Umeälvens huvudavrinningsområde.